# Cereus
Cereus és un gènere de cactus. N'hi ha 1.041 espècies descrites i d'elles només 49 són acceptades.

## Descripció
Són petits arbust postrats o erectes, ramificats des de la basa i arriben a fer 15 m d'alt. Té entre quatre i deu (de vegades tres) costelles grans i ben separades. Les arèoles són de feltre allanoses, rara vegades piloses i porten unes poques espines relativament curtes i agudes. Les flors sorgeixen de les arèoles i tenen forma d'embut i de fins a 20 cm de longitud. Les flors s'obren en funció de l'adapatació als seus pol·linitzadors de dia (per les aus) o de nit (pels insectes). Una característica típica dels Cereus és que després de la florida i caiguda del periant, roman el fruit el qual té nombroses llavors grans i negres.

## Taxonomia
El gènere va ser descrit per Philip Miller i publicat a The Gardeners Dictionary...Abridged...fourth edition 308. 1754. L'espècie tipus és Cereus hexagonus (L.) Mill.
Etimologia
Cereus: deriva del llatí cereus = "ciri o espelma" per la seva forma allargada, perfectament recta".
| - Cereus adelmarii - Cereus aethiops - Cereus albicaulis - Cereus argentinensis - Cereus bicolor - Cereus braunii - Cereus cochabambensis - Cereus comarapanus - Cereus fernambucensis - Cereus fricii - Cereus haageanus - Cereus hankeanus - Cereus hexagonus - Cereus hildmannianus - Cereus horrispinus - Cereus huilunchu - Cereus insularis - Cereus jamacaru | - Cereus kroenleinii - Cereus lamprospermus - Cereus lanosus - Cereus mirabella - Cereus mortensenii - Cereus pachyrhizus - Cereus phatnospermus - Cereus repandus - Cereus roseiflorus - Cereus saddianus - Cereus spegazzinii - Cereus stenogonus - Cereus tacuaralensis - Cereus trigonodendron - Cereus uruguayanus - Cereus validus - Cereus vargasianus |